# 兹林州
兹林州（捷克語：Zlínský kraj）是捷克摩拉維亞地區中部和東部的一個州。面積3,964平方公里，人口590,142（2006年）。州名取自其州府兹林，下分四縣。